# ادوبی
اَدوبی (به انگلیسی: Adobe Inc.) با نامِ پیشین ادوبی سیستم اِنکوپِرِیْتِد (به انگلیسی: Adobe Systems Incorporated)، یک شرکت آمریکایی در زمینه توسعه نرم‌افزارهای رایانه‌ای است. عمده فعالیت این شرکت در توسعه نرم‌افزارهای طراحی و گرافیک است . ساختمان مرکزی این شرکت درشهر سن خوزه ایالت کالیفرنیا قرار دارد. ادوبی بیشتر به خاطر نرم‌افزار ویرایش تصویر فتوشاپ و لایت روم، ویرایش ویدیو پریمیر پرو و نرم‌افزار سند قابل حمل پی‌دی‌اف و آدوبی کریتیو سوئیت مشهور است.

## تاریخچه

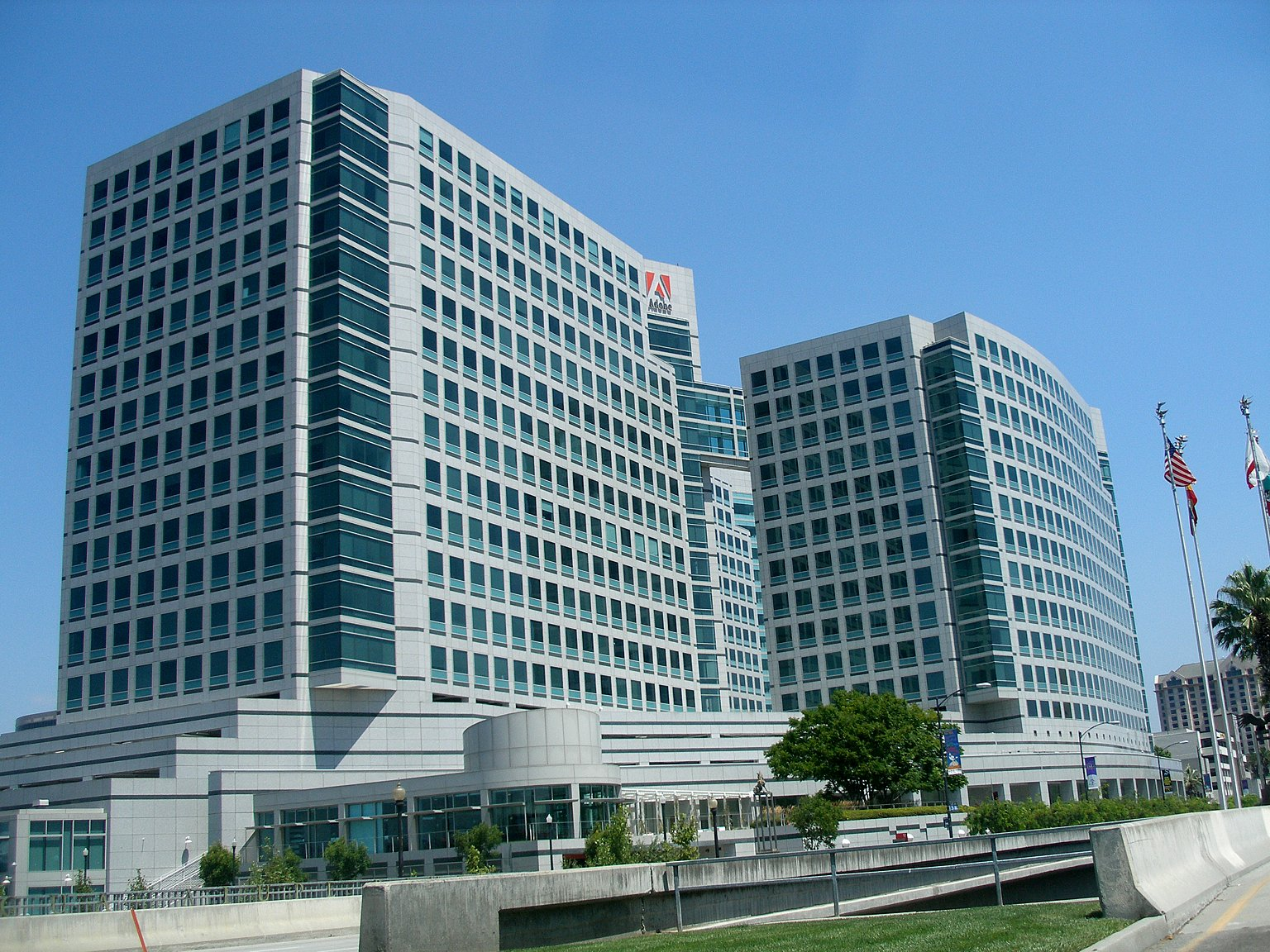
ستاد مرکز شرکت ادوبی در سان خوزه (کالیفرنیا).

شرکت ادوبی در ۲۸ فوریه ۱۹۸۲ میلادی در مانتین ویو کالیفرنیا توسط چارلز گسچه و جان وارناک که هر دو کارمندان زیراکس پارک بودند، تأسیس شد. مؤسسین ادوبی در روزهای آغاز به کار شرکت مدل‌های مختلفی از کسب و کار در حوزه چاپ و نشر رایانه‌ای را مورد بررسی قرار دادند. آنها سرویس‌هایی نظیر خدمات کپی و همین‌طور سیستم‌های اختصاصی دفاتر انتشاراتی را نیز امتحان کرده بودند. بعد از مدتی فعالیت در حوزه‌های اشاره شده بر روی نرم‌افزارهایی مخصوص چاپ تمرکز کردند. در این راستا Adobe PostScript اولین دستاوردشان بود. همچنین باید اشاره کنیم که پست اسکریپت به عنوان اولین استاندارد چاپ در رایانه بود که الگوریتم‌هایی را برای توضیح شکل حروف برای زبان‌های مختلف را شامل می‌شد. در این میان در سال ۱۹۸۸ ادوبی زبان مخصوص چاپ کانجی را نیز معرفی کرد.
جان وارناک در لوس آلتوس زندگی می‌کرد و در پشت خانه وی رودخانه‌ای به نام Adobe Creek وجود داشت که باعث شد تا جان وارناک اسم شرکت خود را برگرفته از اسم رودخانه محل زندگیش یعنی ادوبی نامگذاری کند. از طرفی لوگوی این شرکت نیز در همان سال‌ها توسط ماروا وارناک همسر جان وارناک طراحی شد.
شرکت ادوبی در سال ۲۰۰۵ مالکیت رقیب همیشگی خود یعنی ماکرومدیا را از آن خود کرد و در این هنگام درآمد آن بیش از ۱٫۹۶۶ میلیارد دلار بوده‌است. این خرید که به‌صورت تبادل سهام به ارزش ۳٫۴ میلیارد دلار انجام شده، نرم‌افزارهای بزرگی را به مجموعهٔ ادوبی اضافه کرد. از این میان، فلش و فری‌هند، بزرگ‌ترین اعضای جدید ادوبی بودند.

## محصولات
در سال ۱۹۸۸ معروف‌ترین نرم‌افزار ادوبی یعنی فتوشاپ پا به عرصه وجود گذاشت.
در سال ۱۹۸۶ نرم‌افزار ادوبی ایلاستریتور را انتشار داد.
در سال ۱۹۹۱ ادوبی پریمیر معرفی شد. البته نسخه حرفه‌ای آن در سال ۲۰۰۳ ارائه شد.
در سال ۱۹۹۳ ادوبی فرمت پی‌دی‌اف (سند قابل حمل) را خلق و نرم‌افزار ادوبی آکروبات و ادوبی ریدر را معرفی نمود.
در سال ۱۹۹۴ ادوبی افتر افکتس معرفی شد در سال ۲۰۰۵ ادوبی مالک فلش، دریم ویور و کود فوژن ماکرومدیا نیز شد.